# Brandon Heath (chanteur)
Pour l’article homonyme, voir Heath.
Brandon Heath est un chanteur, guitariste et auteur compositeur, né à Nashville (États-Unis) le 28 juillet 1978. Il a enregistré trois albums : Don't get confortable (2006) et What if We (2008) et Blue Mountain (2012)
Il a été 4 fois en nomination aux Dove Awards en 2008, et il a gagné dans la catégorie "Nouvel artiste de l'année". Son second album a été en nomination pour "Album de l'année" dans la catégorie "Gospel" aux 51e Grammy Awards en 2009.

## Sa jeunesse
Brandon Heath Knell est né à Nashville, Tennessee. Son père était officier de police, et sa mère coiffeuse. Ses parents divorcent quand il a trois ans, et Brandon est élevé pendant six ans par sa mère seule avant qu'elle ne se remarie. Brandon Heath déclare que durant sa jeunesse, il avait eu de la rancœur contre sa famille, mais qu'une fois au collège, il s'est rapproché du Seigneur pour apprendre à pardonner à son père les erreurs qu'il avait pu commettre pendant son enfance, et par la suite il a pardonné à ses deux parents leurs divorce.
À treize ans, il reçut une guitare pour Noël, et il commença à composer ses premiers chants. Il fut également membre d'une chorale dans son école, Hillsboro High School à Nashville, et fut encouragé par un de ses professeurs à poursuivre dans la musique.
Brandon grandit sans éducation religieuse, mais adolescent (16 ans), il participa à un camp chrétien Young Life. Bien qu'ayant 16 ans, il n'entendit parler de Jésus pour la première fois que pendant ce camp. Ce camp Young Life lui fit découvrir Jésus, et il commença son cheminement spirituel avec Dieu. Après le lycée, il devient un des responsables du camp, et il reste très impliqué avec Young Life. Il élargit ses horizons spirituels en allant aider sur les champs missionnaires d'Inde et d'Équateur.
Heath intégra la Middle Tennessee State University où il obtient une licence en anglais. Après le vol de sa guitare au début des années 2000, il réalise un CD démo avec ses compositions pour le vendre et l'aider à payer sa nouvelle guitare.

## Carrière musicale
Brandon Heath a commencé sa carrière à l'adolescence en composant des chants à la guitare. Heath commence par traîner au Bluedird Café, un lieu mythique de Nashville, qui sert d'essai pour des auteurs compositeurs, et c'est ainsi qu'il perfectionne ses compositions et son écriture.
Son premier album Early Stuff (2004) est une compilation de ses premières compositions. Après la sortie de son album Soldier en 2004 qui fut produit par Chris Davis, il signe avec Reunion Records pour produire son premier album studio Dont't Get Comfortable qui sort en 2006. Le premier single de cet album Our God Reigns a reçu une nomination aux Dove Award en 2007. Le titre I'm not Who I Was est resté plusieurs semaines au top du classement du magazine Billboard dans la catégorie Hot Christian Songs. Il a également reçu deux Dove nominations, incluant "Chanson de l'année". Brandon Heath est revenu avec un deuxième album 'What If We en 2008. Le titre Give Me Your Eyes a été diffusé à partir de juillet 2008 et il a fini l'année comme second morceau le plus diffusé d'après le magazine chrétien R&R dans la catégorie CHR en 2008. Ce titre a reçu deux GMA Dove Awards en 2009 : "Chansons de l'année" et "Titre Pop/Contempory de l'année".

### Don't Get Comfortable
Don' Get Comfortable produit par Reunion Records est sorti le 5 septembre 2006. Son premier extrait de l'album pour la radio était "Our God Reigns", et il reçut une nomination pour les Dove Awards en 2007 dans la catégorie "Worship Song" de l'année,.
Son second titre radio, I'm Not Who I Was, a été diffusé au début de l'année 2007 et il devint numéro 1 du classement du magazine Billboard. Il est resté plusieurs semaines au top du classement du Magazine Billboard dans la catégorie Hot Christian Songs. Le titre fut repris par Jason Castro (from American Idol) à l'église de Lakepoint. Le titre Don't Get Comfortable, sortit également en tant que single.
Aux Dove Awards de 2008, Heath fut en nomination pour 4 Dove Awards grâce à cet album, et il gagna dans la catégorie "Nouvel artiste de l'année".

### What If We
Au milieu de l'année 2008, Brandon Heath participe en tant qu'invité à la tournée (30 villes) d'Aaron Shust - Whispered and Shouted. Son deuxième album studio, What If We, sort en août 2008.
Le premier titre, Give Me Your Eyes, est diffusé en juillet 2008 et demeure son plus gros succès à ce jour. Il reste numéro 1 pendant 14 semaines consécutives au classement pour le magazine chrétien R&R dans la catégorie CHR en 2008. Le morceau termine l'année 2008 comme second morceau le plus diffusé dans le format CHR. En 2009, son second titre "Wait and See" se place en 5e position au classement du magazine Billboard. Il participa en tant que Guest dans l'album Love Is on the move du groupe Leeland sur le titre "Follow you".

## Discographie

### Albums

#### Indépendant
- 2003: Early Stuff – (label indépendant)
- 2004: Soldier – (label indépendant)
- 2005: Don't Get Comfortable The EP – (label indépendant)

#### Albums studio
| Don't Get Comfortable                     | - Date de sortie : 5 septembre 2006 - Label: Reunion Records - Formats: Compact disc, téléchargement | —  | 38 | 10 | — |
| What If We                                | - Date de sortie: 19 août 2008 - Label: Reunion Records - Formats: CD, téléchargement                | 73 | 3  | —  | — |
| Leaving Eden                              | - Release date: 18 janvier 2011 - Label: Reunion Records - Formats: CD, téléchargement               | 36 | 1  | —  | 7 |
| " — " denotes releases that did not chart | |    |    |    |   |

### Singles
| Année | Single                      | Peak                | Album                 |
| Année | Single                      | Hot Christian Songs | Album                 |
| ----- | --------------------------- | ------------------- | --------------------- |
| 2006  | "Our God Reigns"            | 13                  | Don't Get Comfortable |
| 2006  | "I'm Not Who I Was"         | 1                   | Don't Get Comfortable |
| 2006  | "Don't Get Comfortable"     | 11                  | Don't Get Comfortable |
| 2008  | "Give Me Your Eyes"         | 1                   | What If We            |
| 2009  | "Wait and See"              | 4                   | What If We            |
| 2009  | "Follow You" (with Leeland) | 7                   | Love is On the Move   |
| 2010  | "Love Never Fails"          | 18                  | What If We            |
| 2010  | "Your Love"                 | 1                   | Leaving Eden          |

### Apparition dans des compilations
- 2006: WOW Next 2007, "Our God Reigns" (EMI)
- 2006: The Next Big Thing, "I'm Not Who I Was" (Provident Label Group)
- 2008: WOW Hits 1, "I'm Not Who I Was"
- 2008: WOW Hits 2009, "Give Me Your Eyes"
- 2009: WOW Hits 2010, "Wait and See"
- 2010: WOW Hits 2011, "Love Never Fails"

## Récompenses
GMA Dove Award|Dove Award nominations
- 2007: Worship Song of the Year ("Our God Reigns")
- 2008: Songwriter of the Year
- 2008: Song of the Year ("I'm Not Who I Was")
- 2008: Pop/Contemporary Recorded Song of the Year ("I'm Not Who I Was")
- 2008: New Artist of the Year – won
- 2009: Songwriter of the Year
- 2009: Male Vocalist of the Year won
- 2009: Song of the Year ("Give Me Your Eyes") – won
- 2009: Pop/Contemporary Song of the Year ("Give Me Your Eyes") – won
- 2010: Male Vocalist of the Year – won

Grammy Award nominations
- 2009: Best Gospel Song ("Give Me Your Eyes")
- 2009: Best Pop/Contemporary Gospel Album (What If We)

Urban Music Awards
- 2009: Best Gospel Act (Nominated)

American Music Awards
- 2009: Favorite Contemporary Inspirational Artist (Nominated)